# Fabiani
Fabiani je priimek več znanih ljudi:

## Znani nosilci priimka
- Josip Fabiani (1805—1882), uradnik in politik
- Lorenzo Fabiani (1907—1973), agronom in publicist
- Maks Fabiani (1865—1962), arhitekt in urbanist
- Placid (Vincenc) Fabiani (1846—1925), frančiškan, provincial
- Severin (Viktor) Fabiani (1866—1931), frančiškan, glasbenik, slikar; pisec?